# Jim Pappin
James Joseph "Jim" Pappin, född 10 september 1939, död 29 juni 2022, var en kanadensisk professionell ishockeyforward och ishockeytränare.
Han tillbringade 14 säsonger i den nordamerikanska ishockeyligan National Hockey League (NHL), där han spelade för Toronto Maple Leafs, Chicago Black Hawks, California Golden Seals och Cleveland Barons. Han producerade 573 poäng (278 mål och 295 assists) samt drog på sig 667 utvisningsminuter på 767 grundspelsmatcher.
Pappin spelade också för Rochester Americans i American Hockey League (AHL) och Toronto Marlboros i OHA-Jr.
Han vann Stanley Cup för säsongerna 1963–1964 och 1966–1967.
Efter den aktiva spelarkarriären var Pappin assisterande tränare, talangscout och chefsscout för Chicago Black Hawks/Blackhawks; tränare för Milwaukee Admirals; chefsscout för St. Louis Blues samt talangscout för Anaheim Ducks.

## Statistik
| 1958–1959      | Toronto Marlboros       | OHA-Jr.        | 54  | 17  | 18  | 35  | 86  | 5  | 2  | 3  | 5  | 4   |
| 1959–1960      | Toronto Marlboros       | OHA-Jr.        | 48  | 40  | 34  | 74  | 126 | 4  | 3  | 0  | 3  | 20  |
|                | Sudbury Wolves          | EPHL           | 4   | 1   | 0   | 1   | 4   | 3  | 0  | 1  | 1  | 0   |
| 1960–1961      | Sudbury Wolves          | EPHL           | 46  | 17  | 20  | 37  | 74  | —  | —  | —  | —  | —   |
|                | Rochester Americans     | AHL            | 22  | 7   | 4   | 11  | 4   | —  | —  | —  | —  | —   |
| 1961–1962      | Rochester Americans     | AHL            | 69  | 28  | 21  | 49  | 105 | 2  | 1  | 0  | 1  | 2   |
| 1962–1963      | Rochester Americans     | AHL            | 72  | 34  | 23  | 57  | 100 | 2  | 1  | 2  | 3  | 2   |
| 1963–1964      | Toronto Maple Leafs     | NHL            | 50  | 11  | 8   | 19  | 33  | 11 | 0  | 0  | 0  | 0   |
|                | Rochester Americans     | AHL            | 16  | 10  | 6   | 16  | 16  | —  | —  | —  | —  | —   |
| 1964–1965      | Toronto Maple Leafs     | NHL            | 44  | 9   | 9   | 18  | 33  | —  | —  | —  | —  | —   |
|                | Rochester Americans     | AHL            | 22  | 14  | 11  | 25  | 36  | 10 | 11 | 5  | 16 | 32  |
| 1965–1966      | Toronto Maple Leafs     | NHL            | 7   | 0   | 3   | 3   | 8   | —  | —  | —  | —  | —   |
|                | Rochester Americans     | AHL            | 63  | 36  | 51  | 87  | 116 | 12 | 8  | 3  | 11 | 13  |
| 1966–1967      | Toronto Maple Leafs     | NHL            | 64  | 21  | 11  | 32  | 89  | 12 | 7  | 8  | 15 | 12  |
|                | Rochester Americans     | AHL            | 6   | 4   | 3   | 7   | 4   | —  | —  | —  | —  | —   |
| 1967–1968      | Toronto Maple Leafs     | NHL            | 58  | 13  | 15  | 28  | 37  | —  | —  | —  | —  | —   |
|                | Rochester Americans     | AHL            | 5   | 1   | 5   | 6   | 16  | 11 | 2  | 6  | 8  | 32  |
| 1968–1969      | Chicago Black Hawks     | NHL            | 75  | 30  | 40  | 70  | 49  | —  | —  | —  | —  | —   |
| 1969–1970      | Chicago Black Hawks     | NHL            | 66  | 28  | 25  | 53  | 68  | 8  | 3  | 2  | 5  | 6   |
| 1970–1971      | Chicago Black Hawks     | NHL            | 58  | 22  | 23  | 45  | 40  | 18 | 10 | 4  | 14 | 24  |
| 1971–1972      | Chicago Black Hawks     | NHL            | 64  | 27  | 21  | 48  | 38  | 8  | 2  | 5  | 7  | 4   |
| 1972–1973      | Chicago Black Hawks     | NHL            | 76  | 41  | 51  | 92  | 82  | 16 | 8  | 7  | 15 | 24  |
| 1973–1974      | Chicago Black Hawks     | NHL            | 78  | 32  | 41  | 73  | 76  | 11 | 3  | 6  | 9  | 29  |
| 1974–1975      | Chicago Black Hawks     | NHL            | 71  | 36  | 27  | 63  | 94  | 8  | 0  | 2  | 2  | 2   |
| 1975–1976      | California Golden Seals | NHL            | 32  | 6   | 13  | 19  | 12  | —  | —  | —  | —  | —   |
| 1976–1977      | Cleveland Barons        | NHL            | 24  | 2   | 8   | 10  | 8   | —  | —  | —  | —  | —   |
| NHL totalt     | NHL totalt              | NHL totalt     | 767 | 278 | 295 | 573 | 667 | 92 | 33 | 34 | 67 | 101 |
| AHL totalt     | AHL totalt              | AHL totalt     | 275 | 134 | 124 | 258 | 397 | 37 | 23 | 16 | 39 | 81  |
| OHA-Jr. totalt | OHA-Jr. totalt          | OHA-Jr. totalt | 102 | 57  | 52  | 109 | 212 | 9  | 5  | 3  | 8  | 24  |